# Aloe alexandrei
Aloe alexandrei é uma espécie de liliopsida do gênero Aloe, pertencente à família Asphodelaceae.